# Aminata Zerbo-Sabané
Aminata Zerbo-Sabané, née le 1er janvier 1982 à Abidjan (Côte d'Ivoire), est une informaticienne, enseignante-chercheuse et femme politique burkinabè.
Ministre de la transition digitale, des postes et des communications électroniques dans les gouvernements de transition dirigés par Paul-Henri Sandaogo Damiba et Ibrahim Traoré.

## Biographie

### Jeunesse et études
Aminata Zerbo-Sabané fait ses études au lycée technique d’Abidjan. Elle obtient le baccalauréat en 2000 et poursuit ses études supérieures à l’École supérieure d’informatique au Burkina Faso. Diplômée d’ingénierie des travaux informatique option analyste programmeur en 2003, puis ingénieure de conception informatique en 2006, elle s’inscrit à l’École polytechnique de Montréal au Canada. En 2015, elle obtient un doctorat en génie informatique.

### Parcours
En 2017, elle intègre l’université Joseph-Ki Zerbo comme enseignante-chercheuse en informatique. En avril 2021 elle est officiellement installée comme directrice de l’agence nationale de promotion des technologies de l’information et de la communication (ANPTIC),.

## Fonction ministérielle
Avant d’être nommée ministre de la transition digitale, des postes et des communications électroniques,, elle occupe le poste de Secrétaire Technique au sein du ministère en charge de la Transition Digitale (2018–2021) , ensuite celui de Responsable du programme budgétaire "Écosystème et Transformation Numérique" depuis 2020 .
En 2022 elle est nommée ministre de la transition digitale dans le gouvernement Albert Ouedraogo. Elle sera reconduite à ce poste par le capitaine Ibrahim Traoré après la prise de pouvoir du MPSR2,.

### Projets
Aminata Zerbo-Sabané coordonne des projets structurants du secteur dont le projet " e-Burkina", le projet d’appui au développement des TIC et le projet d’identification unique pour l’intégration régionale et l’inclusion en Afrique de l’Ouest (WURI),.

### Engagement associatif
Elle est aussi engagée dans des associations professionnelles et scientifiques et est membre de l’IEEE Burkina (société savante internationale sur la recherche en système électronique et informatique) et le Réseau des Enseignants-Chercheurs en Informatique du Burkina Faso (RECIF).

## Réalisations
Elle est également Co-initiatrice et coordinatrice adjointe de l’incubateur digital universitaire Incub@UO qui encourage et accompagne les projets de start-up des étudiants.

## Distinctions
Le 27 décembre 2022, Aminata Zerbo-Sabané a été élevée au grade d’Officier de l’Ordre de l’Étalon, l’une des plus hautes distinctions honorifiques du Burkina Faso.